# Burton upon Stather
Burton upon Stather – wieś w Anglii, w hrabstwie ceremonialnym Lincolnshire, w dystrykcie (unitary authority) North Lincolnshire. Leży 48 km na północ od Lincoln i 241 km na północ od Londynu.
W 2001 miejscowość liczyła 2737 mieszkańców.